# Artemisa
Artemisa è un comune di Cuba, capoluogo della provincia omonima. Prima del 2011 era uno dei 19 comuni e quello con maggior estensione e popolazione dell'antica Provincia di L'Avana. Artemisa è appartenuta alla Provincia di L'Avana dal 1970 al 2010. Dal 1878 (anno in cui si sono formate le provincie di Cuba) fino al 1969 è appartenuta alla provincia di Pinar del Rio. Il comune di Artemisa ha un'estensione di 642 chilometri quadrati e una popolazione che supera gli 82.000 abitanti (2012). Il comune include la città di Artemisa (46.000 abitanti nel 2012) e i paesi di Las Cañas, El Pilar, Lincoln, Pijirigua, Mangas, Puerta de la Guira, Neptuno, El Coral e Cayajabos. Esso è situato nel centro-sud dell'attuale provincia di Artemisa, a 60 chilometri a sud-ovest rispetto a L'Avana. Il comune confina a nord coi comuni di Mariel e Guanajay, a sud col golfo di Batabanó (che sbocca nel Mar dei Caraibi), a est coi comuni di Caimito e Alquízar e a ovest col comune di Candelaria.
Il comune è soprannominato "Jardín de Cuba" ("Giardino di Cuba") a causa delle sue antiche coltivazioni di caffè e al paesaggio pianeggiante. È anche soprannominata "Villa Roja" a causa del colore rosso del terreno.

## Origine del nome
Il comune di Artemisa, secondo le tradizioni, si chiama così per via dell'erba Artemisa (Artemisia vulgaris o Ambrosia artemisiifolia), pianta dall'inconfondibile fragranza e uso medicinale che cresceva in quelle terre.